# Stranglers in the Night
Stranglers in the Night је једанаести албум британског састава Стренглерс објављен септембра 1992. године. Албум је често знан и као Давитељи у ноћи (Stranglers In The Night), што је цео назив албума као алузија на чувену баладу Странци у ноћи (Strangers in the Night).